# Никола Възвъзов
Никола Възвъзов (1873 – 1937) е един от създателите на масовото физкултурно движение в Айтос.
По инициатива на Никола Възвъзов е учредено Първото дружество по колоездене в Айтос през 1906 г. Дейността на дружеството е възстановена през 2006 г. по случай неговата стогодишнина.
Съпругата му Виктория Никола Възвъзова е в настоятелството на Македонското женско благотворително дружество.
Никола Възвъзов, по професия търговец, е баща на Кирила Каратеодорова.